# Zach Aston-Reese
Zachary Glenn "Zach" Aston-Reese, född 10 augusti 1994, är en amerikansk professionell ishockeyforward som spelar för Anaheim Ducks i NHL.
Han har tidigare spelat på NHL-nivå för Pittsburgh Penguins och på lägre nivåer för Wilkes-Barre/Scranton Penguins i AHL, Northeastern Huskies i National Collegiate Athletic Association (NCAA) och Des Moines Buccaneers och Lincoln Stars i United States Hockey League (USHL).
Aston-Reese blev aldrig draftad.

## Statistik
| 2009–2010   | New Jersey Rockets             | MetJHL      | 36  | 13 | 20 | 33  | 31  | 4  | 3 | 0 | 3 | 12 |
| 2010–2011   | New Jersey Rockets             | AtJHL       | 25  | 9  | 20 | 29  | 65  | —  | — | — | — | —  |
|             | Des Moines Buccaneers          | USHL        | 2   | 0  | 0  | 0   | 2   | —  | — | — | — | —  |
|             | Lincoln Stars                  | USHL        | 25  | 2  | 3  | 5   | 4   | 1  | 0 | 0 | 0 | 5  |
| 2011–2012   | Lincoln Stars                  | USHL        | 53  | 5  | 10 | 15  | 69  | 8  | 1 | 2 | 3 | 8  |
| 2012–2013   | Lincoln Stars                  | USHL        | 60  | 9  | 21 | 30  | 113 | 5  | 3 | 2 | 5 | 4  |
| 2013–2014   | Northeastern Huskies           | NCAA        | 35  | 8  | 11 | 19  | 22  | —  | — | — | — | —  |
| 2014–2015   | Northeastern Huskies           | NCAA        | 31  | 13 | 10 | 23  | 60  | —  | — | — | — | —  |
| 2015–2016   | Northeastern Huskies           | NCAA        | 41  | 14 | 29 | 43  | 28  | —  | — | — | — | —  |
| 2016–2017   | Northeastern Huskies           | NCAA        | 38  | 31 | 32 | 63  | 72  | —  | — | — | — | —  |
|             | Wilkes-Barre/Scranton Penguins | AHL         | 10  | 3  | 5  | 8   | 7   | —  | — | — | — | —  |
| 2017–2018   | Pittsburgh Penguins            | NHL         | 16  | 4  | 2  | 6   | 2   | 9  | 0 | 1 | 1 | 4  |
|             | Wilkes-Barre/Scranton Penguins | AHL         | 41  | 9  | 20 | 29  | 49  | —  | — | — | — | —  |
| 2018–2019   | Pittsburgh Penguins            | NHL         | 43  | 8  | 9  | 17  | 26  | 4  | 0 | 0 | 0 | 0  |
|             | Wilkes-Barre/Scranton Penguins | AHL         | 11  | 6  | 3  | 9   | 18  | —  | — | — | — | —  |
| NHL totalt  | NHL totalt                     | NHL totalt  | 59  | 12 | 11 | 23  | 28  | 13 | 0 | 1 | 1 | 4  |
| AHL totalt  | AHL totalt                     | AHL totalt  | 62  | 18 | 28 | 46  | 74  | —  | — | — | — | —  |
| NCAA totalt | NCAA totalt                    | NCAA totalt | 145 | 66 | 82 | 148 | 182 | —  | — | — | — | —  |
| USHL totalt | USHL totalt                    | USHL totalt | 140 | 16 | 34 | 50  | 188 | 14 | 4 | 4 | 8 | 17 |